# Hülövlü
Hülövlü è un comune dell'Azerbaigian situato nel distretto di Xaçmaz. Conta una popolazione di 1 528 abitanti.